# Erythraeus Joachim (idősebb)
Idősebb Erythraeus Joachim (Roth Joachim) (Béla, 1637. december 13. – Szczecin, 1699. március 21.) evangélikus lelkész.

## Élete
Erythraeus Tóbiás evangélikus lelkész és Golz Zsuzsánna fia volt. Bártfán végezte iskoláit, mire 1656. március 2-ától a wittenbergi egyetemen tanult s ott mesteri fokot nyert. 1660-ban hazájába visszatérvén, két évig Lőcsén magánzó volt; 1662-ben az ottani német egyházközösség hívta meg lelkésznek. 1663. január 30. nőül vette Gosnowitzer Dorottyát. 1666. július 15. jelen volt a kisszebeni s 1668-ban a kassai egyházi zsinatokon. 1672-ben lelkész társaival együtt száműzetett. Hosszas barangolás után 1674-ben Pommernben Hohenzadel község lelkésze és két év mulva a stettini vártemplom diakónusa, 1687-ben pedig a Péter és Pál templom lelkésze lett, ebben a tisztségben fia követte.

## Munkái
- Methodica Augustanae Confessionis repetitio cuius disputationem IV. ex articulo I. quae prior est. de Deo. Uo. 1658.
- Disputatio pneumatica de attributis diuinis. Uo. 1659.
- Decus quaestinum illustrium metaphisicarum. Uo. 1659.
- Biga disputationum Anti- Makovicanarum de praedestinatione. Uo. 1659.

Külföldön megjelent munkáiból Klein még a következőket sorolja föl, azonban a nyomtatási hely és évszám elhagyásával: Dissertatio physica de causis, Synopsis biblica, Breviarium biblicum, Apodemica sacra és Expositio Augusztanae Confessionis.
Zarevius Pál barátjához latin üdvözlő verset irt, mely annak Dissertatiojában (Vittenberga, 1659.) jelent meg és Fabó Monumentájában (IV. 414. l.) közli; Klein is említi egy versét, melyet Beyer János várallyai lelkészhez intézett ennek nősülése alkalmából (1672.)